# Memecylon lanceolatum
Memecylon lanceolatum là một loài thực vật có hoa trong họ Mua. Loài này được Blanco mô tả khoa học đầu tiên năm 1837.